# هینترلند (فیلم ۲۰۲۱)
هینترلند (به انگلیسی:Hinterland) یک فیلم ضد جنگ وهیجان انگیز اتریشی-لوکزامبورگی در سال ۲۰۲۱ به کارگردانی استفان روزوویتسکی است. این فیلم با بازی موراتان موسلو و لیو لیزا فریس در وین در سال ۱۹۲۰ و پس از سقوط امپراتوری اتریش-مجارستان ساخته شد. داستان از این قرار است که کارآگاه سابق پیتر پرگ (موراتان موسلو) پس از سالها اسیری بودن، بعد از پایان جنگ جهانی اول به خانه بازمی‌گردد. پس از اینکه تعداد زیادی از انسان‌ها توسط قتل کشته می‌شوند، او برای حل این جنایات با پزشک قانونی ترزا کرنر (لیو لیزا فرایس) همراه می‌شود.
این فیلم در هفتاد و چهارمین جشنواره فیلم لوکارنو در ۶ اوت ۲۰۲۱ از شبکه‌ها پخش شد و برنده جایزه جایزه تماشاگران UBS شد. اولین نمایش آلمانی آن در ۷ اکتبر ۲۰۲۱ پخش شده‌است.

## قالب
- موراتان موسلو در نقش پیتر پرگ
- لیو لیزا فرایز در نقش دکتر ترزا کرنر
- مکس فون گروبن در نقش کمیسار پل سِورین
- مارک لیمپاچ در نقش پولیزهرات ویکتور رنر
- آرون فریش در نقش کواچ
- استیپ ارچگ در نقش باوئر
- مارگارته تیسل در نقش هاوسمیسترین سوبوتیک
- ماتیاس شوایفر
- میریام فونتین در نقش آنا پرگ
- لوکاس جوهن در نقش فوراربیتر
- ولفگانگ پیسکر در نقش نگهبان زندان
- کنستانتین روملفنگن در نقش سستا
- فابیان شیفکورن در نقش پولیست
- اوژن ویکتور در نقش پورتیر
- تیمو واگنر در نقش ستوان کرینر
- لوکاس والچر در نقش هرسماتی
- تریستان پاتر در نقش رودولف گرستر
- ژرمن واگنر در نقش گراف فون استارکنبرگ

## تولید
بیشتر صحنه‌های فیلم با فناوری صفحه آبی فیلمبرداری شده‌است، همچنین بیشتر صحنه‌ها در رایانه ایجاد شده‌اند. در ژوئیه ۲۰۲۱، یک تریلر از فیلم منتشر شد.

## جوایز و نامزدها
(یک جایزه)
| سال  | جایزه                                | دسته‌بندی            | محل کار  | نتیجه | مرجع. |
| ---- | ------------------------------------ | ------------------- | -------- | ----- | ----- |
| ۲۰۲۱ | هفتاد و چهارمین جشنواره فیلم لوکارنو | جایزه تماشاگران UBS | هینترلند | برنده |       |